# Мочихвіст (притока Коденки)
Мочихвіст — річка в Україні, у Житомирському районі Житомирської області. Ліва притока Коденки (басейн Дніпра).

## Опис
Довжина річки 10 км. Площа басейну 38,4 км².

## Розташування
Бере початок на південному заході від Озерянки (до 07.06.1946 р. Велика Татаринівка, Татарнівка). Тече переважно на південний схід через Ружки і на південному сході від Кодні впадає у річку Коденку, ліву притоку Гуйви. 
Річку перетинають автомобільні дороги E583, М21.